# Sam Phillips (singer-songwriter)
Leslie Ann Phillips (Glendale (Californië), 28 januari 1962), beter bekend onder de naam Sam Phillips, is een Amerikaans singer-songwriter.
Phillips begint al op jonge leeftijd songs te schrijven. In 1984 debuteert ze onder haar eigen naam op een relipoplabel met Beyond Saturday Night. Pas nadat ze in 1987 een plaat maakt met de toepasselijke titel The Turning gaat ze verder onder de naam Sam, een bijnaam die ze als kind al had, en neemt ze afstand van haar oude werk en oude label. The Turning, later opnieuw uitgebracht onder haar 'nieuwe' naam, wordt geproduceerd door T-Bone Burnett, die haar aan een contract bij Virgin helpt en met wie ze daarna blijft samenwerken. Niet alleen op artistiek gebied klikt het, enkele jaren later treden ze in het huwelijk.
Phillips verlaat het christelijke muziekwereldje, dat ze als verstikkend ervaart, een grote stap die veel mensen niet begrijpen. In 1988 verschijnt The Indiscribable Wow en drie jaar later wordt Cruel Inventions uitgebracht. Hoewel God nog steeds een rol speelt in haar teksten, richt ze zich nu tot een breder publiek. Cruel Inventions wordt door een criticus bijvoorbeeld aanbevolen aan fans van Natalie Merchant, R.E.M. en Elvis Costello, die een gastoptreden doet.
Wanneer in 1994 Martinis & Bikinis verschijnt, is haar ster zover gerezen dat ze wordt genomineerd voor een Grammy Award. Burnett is producer, coauteur van twee nummers en maakt samen met onder anderen Colin Moulding (XTC) deel uit van de begeleidingsband. Coryfeeën als Peter Buck, Van Dyke Parks, Marc Ribot en Larry Taylor leveren een bijdrage.
Phillips laat zich ook inspireren door het werk van anderen. Zo is het niet moeilijk Beatles-invloeden aan te wijzen, al was het alleen maar vanwege een titel als Strawberry Road en een cover van het Lennon-nummer Gimme Some Truth.
In 2005 brengt Phillips het album A Boot and a Shoe uit, een dromerig veelal akoestisch album, met mysterieuze teksten.
De muziek van Phillips wordt daarnaast gebruikt in de Amerikaanse serie Gilmore Girls.

## Discografie
- The Turning (1987)
- The Indescribable Wow (1988)
- Cruel Inventions (1991)
- Martinis & Bikinis (1994)
- Omnipop (It's Only a Fleshwound Lambchop) (1996)
- Fan Dance (2001)
- A Boot and a Shoe (2004)
- Don't Do Anything (2008)
- Solid State: Songs from the Long Play (2011)
- Push Any Button (2013)
- World on Sticks (2018)

## Filmografie
- Die Hard: With a Vengeance (1995) - Katya
- The End of Violence (1997) - Zangeres